# A fogorvos széke
A fogorvos széke (One, Two, Buckle My Shoe) Agatha Christie 1940-ben megjelent regénye. Az Amerikai Egyesült Államokban The Patriotic Murders, illetve An Overdose of Death címmel is megjelent.

## Szereplők
- Hercule Poirot, a belga detektív
- Japp főfelügyelő, rendőr
- Henry Morley, egy fogorvos
- Georgina Morley, a húga
- Gladys Nevill, Morley titkárnője
- Martin Alistair Blunt, egy bankár és politikus
- Julia Olivera, Blunt elhunyt feleségének unokahúga
- Jane Olivera, a lánya
- Howard Raikes, Jane szeretője, egy politikai aktivista
- Mr. Barnes, Morley páciense, a Belügyminisztérium volt tagja
- Mabelle Sainsbury Seale, Morley páciense
- Frank Carter, Gladys szeretője
- Reilly, egy másik fogorvos
- George, Poirot inasa

## Történet
Mr. Morley-t, a fogorvost, holtan találják saját rendelőjében. Pisztolylövés végzett vele, a fegyvert saját kezében fogta.A rendőrség elfogadja az öngyilkosság tényét, azonban a körülmények gyanúsak. Hercule Poirot, belga detektív, aki személyesen ismerte a köztiszteletben álló, kiváló szakembert, gyanút fog és nyomozásba kezd. A jelek arra utalnak, hogy Alistair Blunt, a híres bankmágnás élete veszélyben van, egymást érik a merényletek és az újabb gyilkosságok. Poirot, az emberi lélek kiváló ismerője a regény végére megtalálja az összefüggést a fogorvos, a színésznő és a zsaroló halála, valamint a gazdag és befolyásos Mr. Blunt elleni támadások között.

## Magyarul
- A fogorvos széke; ford. Bencsik Júlia; Hunga-print, Bp., 1993 (Hunga könyvek)

## Jelentőség
Christie ezen művében a gyilkos újabb típusát, a „kényszerű” gyilkost mutatja be, aki akármit megtesz, és akárhány embert feláldoz, hogy titkai titokban maradjanak. Az írónő ugyanakkor az „Isten előtt mindenki egyenlő” tézist is alátámasztja, a fogorvosi székben való viselkedéssel, hiszen minden ember ugyanúgy retteg, amikor bele kell ülnie a székbe.

## Feldolgozások
- Agatha Christie: Poirot: A fogorvos széke (Agatha Christie's Poirot: One, two buckle my shoe, 1992), rendező: Ross Devenish, szereplők: David Suchet, Philip Jackson, Joanna Phillips-Lane